# Schlacht um Peleliu
Die Schlacht um Peleliu fand während des Pazifikkrieges als Teil der Schlacht um die Palau-Inseln (Codename: Operation Stalemate II) vom 15. September bis zum 25. November 1944 statt. Der Kampf um den örtlichen Flugplatz auf Peleliu, einer der Palauinseln, war für die US-Amerikaner sehr verlustreich, weil sie die japanischen Verteidiger unterschätzten. Noch weitaus verlustreicher war die Schlacht für die Japaner, die beinahe alle starben.

## Vorgeschichte
Nach der Eroberung der Marianen-Inseln im Stil des bisher erfolgreich praktizierten Island Hopping (Inselspringen) wandten sich Admiral Chester Nimitz und seine Strategen zwei neuen Zielen zu, der Philippinen-Insel Mindanao und den Palau-Inseln in den westlichen Karolinen. Letztgenannte liegen 800 km östlich der Philippinen und 1600 km westlich von Truk. Auf einer dieser Inseln, auf Peleliu, unterhielten die Japaner einen großen Militärflugplatz, der nach der gelungenen amerikanischen Operation Hailstone gegen Truk und der Eroberung der Marianen durch die Alliierten in deren Blickfeld rückte.
Admiral William F. Halsey, der Befehlshaber der Südpazifikregion, hielt die Besetzung dieser Inselgruppe auf dem Weg zu den Philippinen für ein überflüssiges Wagnis, doch sein Vorgesetzter, Admiral Nimitz, war anderer Meinung: Er glaubte, dass die japanischen Einheiten auf den Inseln eine ernste Gefahr beim Angriff seiner Flotte auf Mindanao und Leyte sein würden.

## Die japanischen Verteidiger

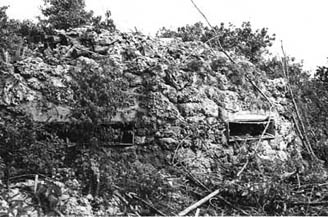
Japanischer Bunker auf Peleliu

Palau und damit Peleliu stand als Völkerbundsmandat seit dem Ersten Weltkrieg unter japanischer Verwaltung. Zum Zeitpunkt der US-Invasion standen die Inseln im Verteidigungsbereich Palau (Palau District Group) unter dem Kommando von Generalleutnant Sadae Inoue, dem Befehlshaber der japanischen 14. Division. Bei dieser Einheit handelte es sich um einen bewährten Eliteverband, der im April 1944 vom chinesischen Kriegsschauplatz verlegt worden war. Inoue teilte die ihm zur Verfügung stehenden Streitkräfte in mehrere Gruppen auf, welche Garnisonen der Inseln Angaur, Babelthuap und Peleliu bildeten. Das Hauptquartier der 14. Division lag auf Koror. Den Oberbefehl über den gesamten Verteidigungsdistrikt hatte ab August (nach dem Fall Saipans) Feldmarschall Hisaichi Terauchi in Manila.
Auf Peleliu wurde eine Garnison von ca. 11.000 Mann Kampf- und Bautruppen stationiert, die sowohl Heeres- als auch Marineangehörige umfassten. Den Kern der Verteidigung bildeten die ungefähr 5.400 Soldaten des verstärkten 2. Infanterieregiments der 14. Division unter Oberst Kunio Nakagawa und des 346. Infanteriebataillons der 53. selbstständigen gemischten Brigade. Unterstützt wurde die Infanterie von 150-mm- und 81-mm-Mörsern sowie von mehreren 75-mm- und 105-mm-Geschützen. Dazu kamen mehrere leichte Panzer vom Typ 95 Ha-Gō, die zur Panzereinheit der 14. Division gehörten. Im Gegensatz zu anderen japanischen Offizieren dachte Inoue gar nicht daran, seine Soldaten in leichtsinnige Direktangriffe zu hetzen. Er nutzte vielmehr das Terrain der Insel dazu aus, eine wirksame Verteidigung aus der Tiefe aufzubauen.

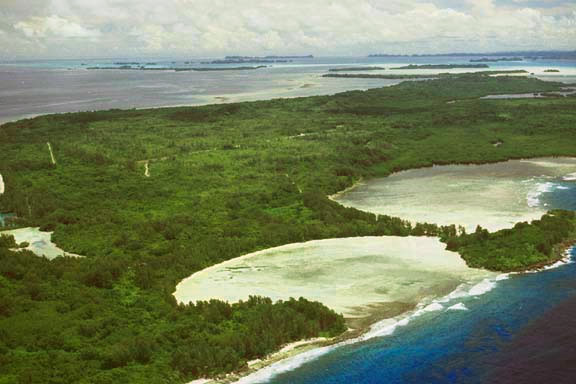
Peleliu von Südsüdost aus gesehen, in der Mitte ist die Landebahn des Flugplatzes zu erkennen (ca. 1990)

Das Flugfeld lag auf der Südspitze der von üppiger Vegetation überzogenen Insel. Nördlich davon erstreckt sich ein etwa 50 m hoher Höhenzug, Umurbrogol oder Bloody Nose Ridge genannt, der zur Küste hin schroff abfällt und von hunderten Höhlen durchsetzt war.
Die Insel war zu Beginn des Ersten Weltkriegs von Japan besetzt worden. Später hatte Japan die Insel als Völkerbundsmandat erhalten und wirtschaftlich genutzt. Unter anderem war dabei für den Phosphat-Abbau ein Tunnelsystem errichtet worden. In einer der mehr als 500 Höhlungen, die zum Abfeuern von Haubitzen (vier 150-mm- und zwanzig 81-mm-Mörser sowie zahlreiche 20-mm-Maschinenkanonen) geöffnet und zwischen den Salven geschlossen werden konnten, hatten tausend Mann Platz. Inoue sorgte dafür, dass in diesen Kavernen genügend Munition und Proviant lagerte. Diese besondere Taktik, welche unter anderem auf Direktiven vom 11. Juli 1944 aus dem Hauptquartier der Palau District Group beruhte, führte letzten Endes dazu, dass die japanischen Streitkräfte auf Peleliu das Terrain zum ersten Mal in einer Art und Weise nutzen, die später auch auf Iwo Jima und Okinawa für schwere Verluste der US-Truppen sorgten. Gleichzeitig machte die Taktik, aus vorbereiteten Stellungen am Strand und aus dem Hinterland zu kämpfen, alle Planungen der US-Befehlshaber – wie von Generalmajor William H. Rupertus – zunichte, die eine Operation von nur wenigen Tagen planten.
Im Hinblick auf die drohende Invasion drillte Inoue seine Leute in einer Taktik, die darauf abzielte, die schweren Verluste zu vermeiden, die man auf den anderen Inseln erlitten hatte. Falls seine Leute die Amerikaner nicht daran hindern konnten, zu landen und einen Brückenkopf zu bilden, sollten sie sich in vorbereitete Verteidigungsstellungen zurückziehen, und ihre Granatwerfer auf vorgegebene Ziele abfeuern. Sadae Inoue wollte die landenden US-Truppen in ein Abnutzungsgefecht verwickeln. Eine Taktik, die sich in der Folge mit dem Zweck wiederholte, die USA an den Verhandlungstisch zu zwingen. Er wies seine Leute auch an, den traditionellen Selbstmord (Seppuku) zu unterlassen, wenn der Feind ihre Linien überrennen sollte. Stattdessen sollten sie sich verstecken und dann die Gegner von hinten angreifen.
Zusätzlich wurde die Zivilbevölkerung, um unnötige Opfer zu vermeiden, auf die benachbarte Insel Koror evakuiert.

## Vorbereitungen der Amerikaner
Im Juli 1944 lag das U-Boot Burrfish ungefähr zwei Wochen vor Peleliu und machte durch das Periskop Aufnahmen von der Insel. Ein Team von fünf Kampfschwimmern näherte sich vom U-Boot aus unbemerkt dem Strand und erkundete die davor liegenden Riffe und Unterwasserhindernisse. Ende August 1944 flogen amerikanische Bomber vom zurückeroberten Neuguinea aus Angriffe auf die Palau-Inseln. Danach attackierten Trägerflugzeuge der unter dem Kommando von Admiral Halsey stehenden 3. Flotte die Inseln, gefolgt von einem dreitägigen Bombardement von Schlachtschiffen, Kreuzern und Zerstörern aus Rear Admiral Jesse B. Oldendorfs Marinestreitmacht. Etliche Ziele an der Oberfläche von Peleliu wurden zerstört. Die unterirdischen Anlagen erlitten jedoch kaum Schäden, auch da sie von der amerikanischen Aufklärung nicht entdeckt worden waren.
Nimitz plante den Beginn der Invasion von Peleliu für den 15. September, wobei gleichzeitig Mindanao angegriffen werden sollte. Die 1st Marine Division unter Generalmajor William H. Rupertus bildete die Speerspitze gegen Peleliu, die dem III. Amphibious Corps von Generalmajor Roy S. Geiger und Vice Admiral Theodore S. Wilkinsons III. Amphibious Force unterstellt war. Am 13. September meldete Admiral Halsey, dass seine Piloten bei den Angriffen auf die Insel auf geringen Widerstand in der Luft gestoßen seien. Davon erhoffte er sich, dass Nimitz die Operation Stalemate II sowie den Angriff auf Mindanao absagen würde, da die örtliche japanische Luftmacht schon aufgrund des Verlustes der Marianen gebrochen schien. Jedoch wurde nur die geplante Invasion von Mindanao auf unbestimmte Zeit vertagt, nicht aber der Angriff auf die Palau-Inseln.

## Die Schlacht

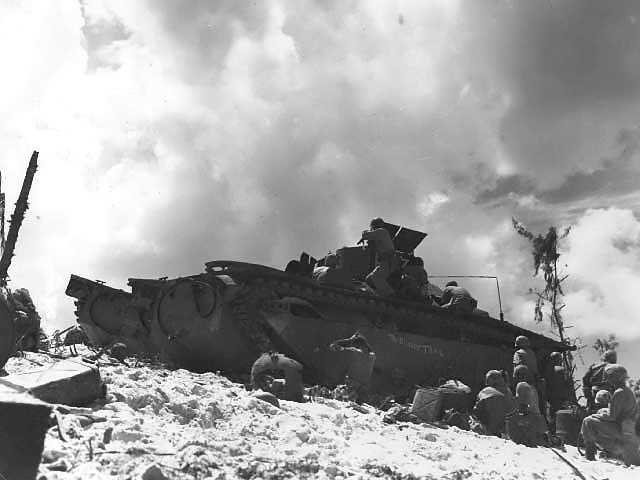
Ein Amtrac dient als Schutz vor japanischen MG- und Gewehrsalven

Am 15. September 1944 begann die 1st Marine Division planmäßig mit der Landung. Auf dem Weg zum Strand waren die Marines in ihren Amtracs wegen der Schäden, welche die 3. US-Flotte auf Peleliu angerichtet hatte, noch recht siegessicher. Als die Amtracs jedoch ein mehrere hundert Meter vor der Küste liegendes Korallenriff erreichten, eröffneten die japanischen Geschützbatterien das Feuer. Im Zentrum der Invasionsfront konnte Colonel Harold D. Harris’ 5. Regiment relativ unbeschadet landen, aber im Norden erlitt das 1. Regiment größere Verluste, weil japanische Truppen von einer vorspringenden Klippe aus schießen konnten. Am Südende des Strandes musste Colonel Herman H. Hanneken seine Soldaten des 7. Regiments durch eine enge Passage führen, die von Minen und Hindernissen flankiert war, so dass die japanischen Artilleristen mit großer Genauigkeit auf die amerikanischen Landungsboote feuern konnten.
Als das 5. und das 7. Regiment den Strand erreichten, zogen sich die japanischen Truppen landeinwärts zurück und bereiteten sich auf einen Gegenangriff vor. Das 5. Regiment nutzte die Feuerpause dazu, um den Südrand des Flugfeldes zu besetzen. Weiter südlich war das 7. Regiment in Verwirrung, weil ihre Amtracs unkoordiniert an nicht vereinbarten Stellen landen mussten. Im Norden der Landungsstelle wurde das 1. Regiment in ein Gefecht verwickelt. Beim Anlanden hatten die Japaner fast alle Kommando-Amtracs versenkt, sodass der Befehlshaber Colonel Lewis B. „Chesty“ Puller keine Möglichkeit hatte, per Funk Verstärkung anzufordern. An der Nordflanke standen Pullers Soldaten feindlichen Einheiten gegenüber, die in ihren gut platzierten und stahlverstärkten Unterständen den ganzen Strand unter Beschuss hielten.
In einem mehrstündigen Kampf, bei dem die Japaner fast eine ganze amerikanische Kompanie aufreiben konnten, schaltete Pullers Regiment die japanischen Stellungen zur Linken aus. Daraufhin starteten von Infanterie begleitete 13 leichte Panzer der japanischen Streitkräfte einen Gegenangriff auf die Marines. Die Amerikaner mobilisierten zwölf Sherman-Panzer und konnten den Gegner mit Luftunterstützung ausschalten. Da die japanischen Panzer nur schwach gepanzert waren, mussten sich die japanischen Truppen schließlich zurückziehen.

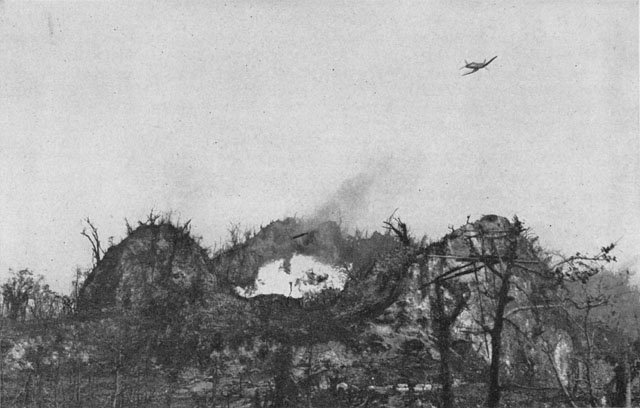
Eine F4U Corsair während eines Napalm-Angriffes gegen japanische Stellungen am Umurbrogol

Die ganze Nacht und den nächsten Morgen beschossen die japanischen Streitkräfte das 1. Regiment mit Granatwerfern, doch später am selben Tag reagierten die Marines mit einem Bodenangriff. In der Zwischenzeit zogen die japanischen Einheiten vom Flugfeld in Richtung Ostküste ab, wodurch ihre Truppen zweigeteilt wurden. Für die Amerikaner war das Rollfeld jedoch nutzlos, da die japanische Artillerie vom nahegelegenen Umurbrogol jedes landende und startende Flugzeug beschießen konnte.
Während das 5. und 7. Regiment in Kämpfen mit japanischen Kräften in der Umgebung des Rollfeldes gebunden waren, nahm das 1. Regiment die Umurbrogol-Stellungen in Angriff. Diese Hügel waren zerklüftete, verwitterte Korallen mit dichter Vegetation und auch ohne Kampf schwierig zu besteigen. Am 17. September erreichten die amerikanischen Marines unter Puller den Fuß der Hügelkette und begannen ihren langsamen Aufstieg. Mit Bazookas, Schiffsartillerie und Kampfflugzeugen vernichteten sie auf ihrem Weg zum Gipfel die Stellungen der japanischen Truppen in den Höhlen und erlitten dabei schwere Verluste. Nach drei Tagen auf der Insel Peleliu waren etwa 50 % der Soldaten des amerikanischen 1. Marineinfanterieregiments entweder tot oder verwundet. Der die Marines begleitende australische Fotograf Damien Parer wurde an diesem Tag getötet.
Am 18. September starteten die Japaner am Umurbrogol einen Gegenangriff, mit dem sie einen Kamm zurückeroberten, den das 1. Regiment erst am Vortag besetzt hatte. Nachdem sie weitere zwei Tage versucht hatte, den Hügel zu erklimmen, war die amerikanische Einheit zu stark dezimiert. Nach dem Ausfall von über 1700 Mann am von den Marines nun Bloody Nose Ridge genannten Grat brauchten die Reste des amerikanischen 1. Regiments Verstärkung oder Entsatz. Obwohl ihnen das 7. Regiment zu Hilfe kam, wurde die Eroberung des Hügels zur Pattsituation. Das japanische 2. Infanterieregiment hatte zu diesem Zeitpunkt bereits zwei Drittel seiner Kampfstärke verloren.
Zur Entlastung des mitgenommenen 1. Marineinfanterieregiments kam am 23. September das 321. Regiment der 81. US-Infanteriedivision des Heeres an. Diese brach innerhalb von 3 Tagen den japanischen Widerstand auf der Nachbarinsel Angaur. Am 23. September schickten auch die japanischen Streitkräfte von den Nachbarinseln aus in zwei Wellen das 2. Bataillon des 15. Infanterieregiments als Verstärkung, wovon aber der größte Teil von der amerikanischen Marine entdeckt und bereits auf See vernichtet wurde. Zwei Tage später schlich sich das 5. Marineinfanterieregiment um die Westseite des Umurbrogols herum und nahm die Nordhälfte Pelelius ohne größere Probleme in Besitz. Dann stieg diese Einheit die Nordflanke des Hügels hoch, während das amerikanische 321. Infanterieregiment von Westen und das 7. Marineinfanterieregiment von Süden her die japanischen Einheiten angriffen. Nach und nach bahnten sich die drei amerikanischen Regimenter ihren Weg durch die japanischen Stellungen und schnürten die Reste der japanischen Einheiten auf der Spitze des Umurbrogols ein. Mehrere Wochen vergingen, in denen beide Seiten Gipfel eroberten und wieder verloren und die amerikanischen Soldaten Höhlen sprengten oder mit Flammenwerfern ausräucherten, in denen japanische Soldaten ihre Stellungen eingerichtet hatten.

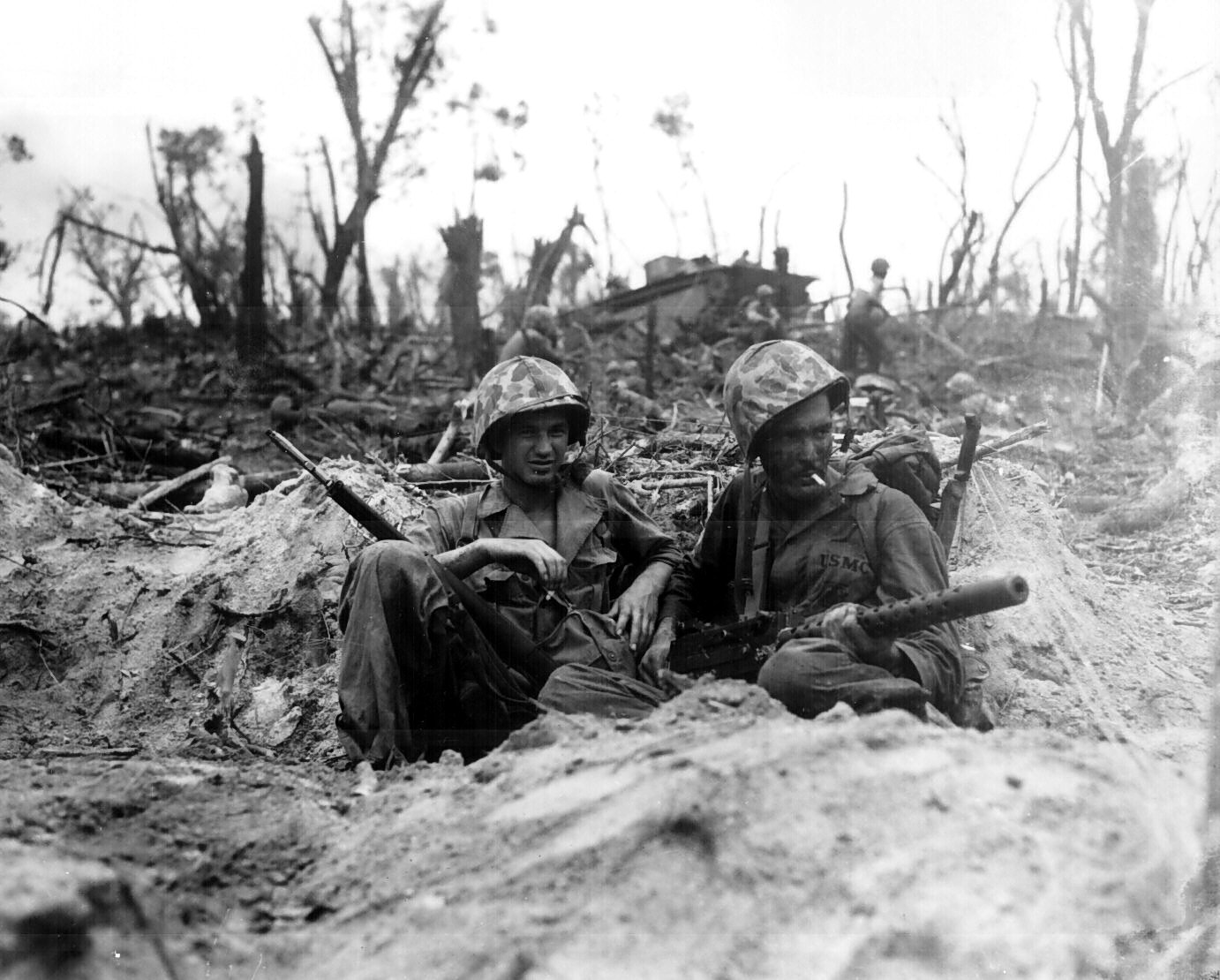
Zwei Marines während einer Rast

Ende Oktober verfügte Oberst Nakagawa inklusive der Leichtverwundeten nur mehr über etwa 500 kampffähige Soldaten. Die 5. und 7. amerikanischen Marineinfanterieregimenter waren nur noch zur Hälfte kampffähig, weshalb General Paul J. Muellers 81. Infanteriedivision die 1st Marine Division unter William H. Rupertus endgültig ablöste. Im Gegensatz zu den meisten Kommandeuren des Marine Corps plante Mueller Angriffe methodisch und suchte stets nach Möglichkeiten, Verluste zu minimieren. General Mueller verwendete Artillerie, Granatwerfer und Napalm, um die restlichen japanischen Stellungen für die Infanterie sturmreif zu schießen. Er setzte auch gepanzerte Bulldozer ein, die Wege für die Panzer planierten, während Pioniere eine lange Benzinleitung legten, mit der Feuer in gegnerische Höhlenbefestigungen gesprüht wurde, in denen die japanischen Soldaten ohne Fluchtweg verbrannten.
Am 18. November war die Stärke der japanischen Einheiten bereits auf insgesamt 150 Mann geschrumpft. Am 24. November waren nur mehr 50 Mann kampffähig und 70 verwundet. Es gab auch keine schweren Waffen mehr, und die Gewehrmunition, Handgranaten und Nahrungsmittelvorräte waren nahezu aufgebraucht. Nach Abgabe eines letzten Funkspruchs und dem Verbrennen der Regimentsfahne sowie von Geheimdokumenten töteten Oberst Nakagawa, sein Stab und die Schwerverwundeten sich selbst. Um 18 Uhr begann Major Nemoto mit 56 Mann einen letzten Banzai-Angriff. Danach war der organisierte Widerstand gebrochen, wodurch man die Kämpfe am 25. November 1944 für beendet erklärte. Versprengte Japaner wurden allerdings noch Monate nach Kampfende aufgegriffen, und eine isolierte Einheit von etwa 80 Mann im Westen der Insel führte, in mehrere Gruppen aufgeteilt, noch zweieinhalb Jahre einen Kleinkrieg gegen die amerikanischen Truppen. Die letzten überlebenden 34 Mann ergaben sich erst am 21. April 1947 nach Aufruf durch einen ehemaligen Generalleutnant der Kaiserlich Japanischen Armee.

## Folgen

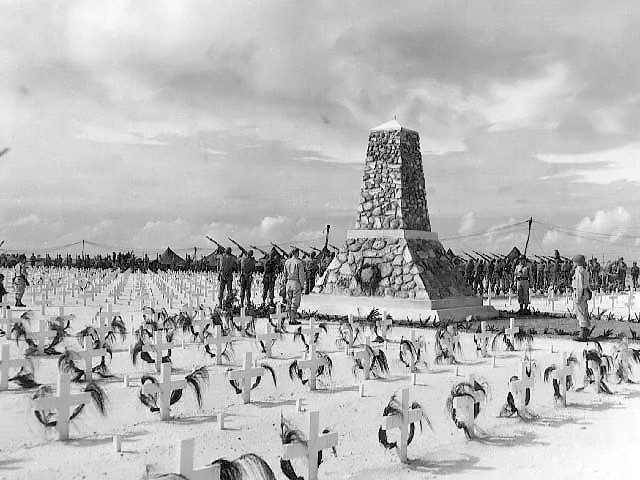
Einweihungszeremonie des Soldatenfriedhofes auf Peleliu am 27. Dezember 1944

Bezeichnenderweise registrierten die Amerikaner in den USA das Gemetzel auf der Bloody Nose Ridge kaum, da man schon zu sehr auf die Rückeroberung der Philippinen fixiert war. General Douglas MacArthur legitimierte die Eroberung der Philippinen nicht nur als strategische Maßnahme, sondern behauptete vielmehr eine moralische Verpflichtung gegenüber den Einwohnern, die unter der japanischen Besatzung litten. (→ Schlacht um Leyte)
Die Gesamtverluste (Gefallene, Verwundete und Vermisste), die das Marine Corps auf Peleliu davontrug, beliefen sich auf 6526, von denen 1252 Soldaten im Kampf oder aufgrund ihrer Verwundungen starben oder vermisst werden und als tot angenommen werden müssen. Nach den einzelnen Regimentern der 1st Marine Division aufgeschlüsselt, sahen deren Gesamtverluste folgendermaßen aus: Colonel „Chesty“ Pullers 1. Regiment hatte 1749, das 5. Regiment 1378 und das 7. Regiment hatte 1497 Gesamtausfälle. Die Division wurde dermaßen geschwächt, dass sie erst wieder mit der am 1. April 1945 beginnenden Invasion von Okinawa ins Kampfgeschehen zurückkehrte.
Die 81. Infanteriedivision der US Army musste auf Peleliu 208 getötete Soldaten bei 1393 Gesamtausfällen verzeichnen. Bei den Kämpfen auf der Nachbarinsel Angaur ließen 196 Mann ihr Leben, bei 676 Gesamtverlusten. Aufgrund der hohen Verluste musste Admiral Halsey auf die geplante Einnahme der Insel Yap verzichten. Aus heutiger Sicht betrachtet, scheint Admiral Halsey recht zu behalten, der damals behauptete, die Schlachten um Peleliu und Angaur seien unnötig gewesen. Lediglich die zugewonnene Kampferfahrung der 81. US-Infanteriedivision könne als positiver Aspekt angesehen werden.
Auf japanischer Seite fielen im Kampf um Peleliu etwa 95 % der Verteidiger.

## Auszeichnungen
- Im Laufe dieser Schlacht wurde die höchste Auszeichnung der amerikanischen Streitkräfte für herausragenden Mut im Kriegsfall, die Medal of Honor, an acht Soldaten verliehen. Fünf von ihnen erhielten sie postum (*). Während des gesamten Krieges wurde die Medal of Honor 19 Mal an Personen der 1st Marine Division vergeben:

- *Corporal Lewis K. Bausell, 1. Bataillon/5. Marineinfanterieregiment (1/5);
- Private First Class Arthur J. Jackson, 3/7;
- *Private First Class Richard E. Kraus, 8. Amphibian Tractor Battalion;
- *Private First Class John D. New, 2/7;
- *Private First Class Wesley Phelps, 3/7;
- Captain Everett P. Pope, 1/1;
- *Private First Class Charles H. Roan, 2/7;
- First Lieutenant Carlton R. Rouh, 1/5.

- Das amphibische Angriffsschiff Peleliu wurde nach dieser Schlacht benannt.
- Präsident Roosevelt ehrte die 1st Marine Division mit der Presidential Unit Citation.
- Oberst Nakagawa wurde postum zum Generalmajor befördert.

## Adaptionen
- 1944: Two Thousand Yard Stare; Gemälde des Kriegsmalers Thomas C. Lea, das dieser 1944 nach der Schlacht um Peleliu anfertigte. Das Bild zeigt das frontale Porträt eines Soldaten nach der Schlacht, dessen starrer Blick den Betrachter zu durchdringen scheint. Nach der Veröffentlichung des Bildes im Life Magazine wurde der Titel des Gemäldes zum Synonym für den Gesichtsausdruck und unfokussierten Blick eines traumatisierten und erschöpften Soldaten, der heute als Symptom für eine Posttraumatische Belastungsstörung (PTBS) gilt.[4]
- 2008: Call of Duty 5; Die Schlacht um Peleliu wird in diesem Videospiel aufgegriffen, in dem der Spieler die Landung am Strand und einige der nachfolgenden Gefechte miterlebt.
- 2010: The Pacific; in der zehnteiligen Miniserie handeln drei Folgen von der Inselschlacht.